# 한수진 (아이스하키 선수)
한수진(韓修珍, 1987년 9월 22일~)은 대한민국의 아이스하키 선수이다.

## 경력
초등학교 4학년 때부터 아이스하키를 접했으며, 연세대학교 음대에 입학한 이후에도 아이스하키를 계속 이어갔다. 이후 2011년 동계 아시안 게임과 2017년 동계 아시안 게임, 세계 선수권 대회에 출전하였다. 2018년 동계 올림픽 대표로 출전해 7~8위전인 스웨덴전에서 한국 올림픽 출전 사상 2번째골이자 순수 한국인 선수로는 첫골을 기록하였다.

## 학력
- 서울예술고등학교
- 연세대학교 피아노과